# Joseph Schröter
Pour les articles homonymes, voir Schröter.
Joseph Schröter (14 mars 1837 à Patschkau, arrondissement de Neisse (de) – 12 décembre 1894) est un célèbre mycologue prussien, ayant découvert et décrit de nombreuses espèces de fleurs et de champignons. Il a également exercé la médecine militaire une quinzaine d'années environ, de 1871 à 1886, en particulier dans la guerre franco-prussienne, à Spandau, Rastatt et Breslau.

## Biographie
Peu d'éléments de l'enfance et de la jeunesse de Joseph Schröter sont connus, si ce n'est le fait qu'il vivait probablement près de Breslau où il fut scolarisé. En 1855, il choisit d'y d'étudier la médecine avant d'être transféré en 1856 à la Pépinière de Berlin. 
Il obtient son doctorat en 1859 et la même année rejoint l'armée prussienne pour occuper le poste de médecin militaire jusqu'à la fin de la guerre avant de se fixer à Spandau puis à Rastatt. Pour ses services accomplis pendant le conflit, il obtient le grade de colonel en 1880 et continue sa carrière à Breslau. Nommé maître de conférence à l'université de Breslau 6 ans plus tard, il devient professeur en 1890 et meurt en 1894 après être retourné d'une expédition scientifique en Turquie.

## Genres décrits par Schröter
Durant ses recherches, il décrivit de nombreux genres dont :
- Aleurodiscus (en)
- Ceratiomyxa
- Clavulina (en)
- Daedaleopsis
- Dicranophora (en)
- Hygrophoropsis
- Plasmopara
- Sclerospora (en)
- Sorosphaera (es)
- Syncephalastrum (sv)